# تالی‌پکسول
تالی‌پکسول (انگلیسی: Talipexole) (B-HT920، Domnin) یک آگونیست دوپامین است که به عنوان درمانی برای بیماری پارکینسون در ژاپن توسط بوهرینگر اینگلهایم به بازار عرضه شده‌است.  این دارو در سال ۱۹۹۶ معرفی شد و دسامبر ۲۰۱۴ برای بازاریابی در ایالات متحده و اروپا تأیید نشد.
تالی‌پکسول یک آگونیست گیرنده دوپامین D2 است و با گیرنده‌های پیش و پس از سیناپسی تعامل دارد. همچنین یک آگونیست α۲-آدرنرژیک است.
عوارض جانبی اصلی آن خواب آلودگی، سرگیجه، توهم و شکایات جزئی گوارشی است. در سال ۲۰۰۸، وزارت بهداشت، کار و رفاه ژاپن دستور داد که بوهرینگر یک هشدار در مورد خطر شروع ناگهانی خواب به برچسب افزوده کند.